# فقه السيرة
فقه السيرة : هو فقه يتناول السيرة النبوية للنبي محمد ﷺ وتأخذ منه العبر والدروس وقد تتطرق لبعض الأحكام الفقهية، صنف بعض العلماء كتباً في السيرة وسموها فقه السيرة ككتاب فقه السيرة للغزالي وهو كتاب يسرد أحداث السيرة ثم يأخذ منها العبر والدروس حتى تكون مرجعاً في فقه الدعوة إلى الله، وكذا كتاب فقه السيرة لمحمد سعيد البوطي، كتاب يستعرض أهم أحداث السيرة النبوية، ليستنبط منها الأحكام الفقهية المتعلقة بالتشريع، والدروس المستفادة منها بعد كل حدث.

## فقه السيرة وفقه السنة
أما الفرق بين فقه السيرة وفقه السنة هو أن كتب فقه السنة تتناول المسائل الفقهية وأحاديثها وليست مختصة بالسيرة على عكس الفقه الأول.